# Wolves of Society
Wolves of Society è un cortometraggio muto del 1915 scritto, diretto e interpretato da Frank Lloyd.

## Produzione
Il film fu prodotto dalla Rex Motion Picture Company.

## Distribuzione
Distribuito dall'Universal Film Manufacturing Company, il film - un cortometraggio in due bobine - uscì nelle sale cinematografiche USA il 14 febbraio 1915.